# Sidestrand
Sidestrand är en ort och civil parish i Storbritannien.   Den ligger i grevskapet Norfolk och riksdelen England, i den sydöstra delen av landet, 180 km nordost om huvudstaden London. Sidestrand ligger 64 meter över havet och antalet invånare är 370.
Terrängen runt Sidestrand är platt. Havet är nära Sidestrand åt nordost. Runt Sidestrand är det ganska tätbefolkat, med 104 invånare per kvadratkilometer. Närmaste större samhälle är Cromer, 4,8 km nordväst om Sidestrand. Trakten runt Sidestrand består till största delen av jordbruksmark.